# Superia (Zedelgem-Lichtervelde)

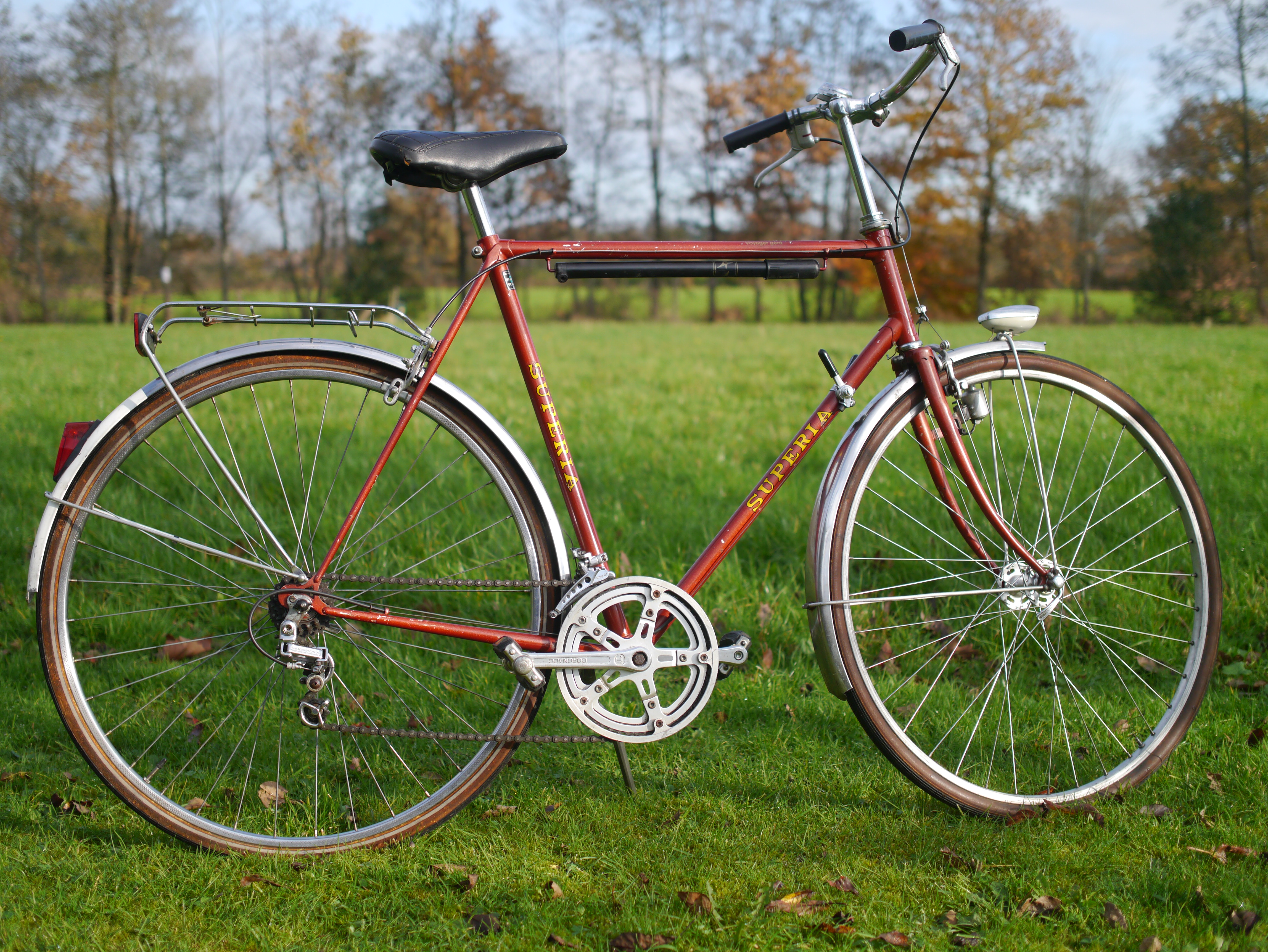
Superia Voyager Gent sport fiets

Superia is een Belgisch historisch merk van bromfietsen en is verbonden met de bedrijfsleider Remi Claeys (Zedelgem 29 september 1897 – aldaar 24 november 1974). Het merk was gevestigd in Zedelgem en Lichtervelde en kwam voort uit het bromfietsmerk Flandria, na een twist tussen de broers Aimé en Remi Claeys.

## Voorgeschiedenis
De tweede zoon van de Zedelgemse hoefsmid Ludovicus Claeys (1846-1913) richtte in 1897 het Rijwielenbedrijf Claeys op en liet het in 1906 over aan zijn broers Aimé, Alidor, Remi en Jerome. Zij gaven het op 13 augustus 1924 de naam VGN Claeys Gebroeders. Ze vervaardigden op artisanale wijze rollend speelgoed, kinderwagens, fietsen en bromfietsen onder het merk De Westvlaamsche Leeuw. Als ze overstapten naar de rijwielindustrie, introduceerden ze de merknaam Flandria. Buizen die een belangrijk onderdeel zijn, kochten ze bij derden.

## Start in 1949-1950
In 1949 richtte Remi zijn eigen buizenfabriek op en nam zo de toelevering in eigen handen. Tussen de spoorweg, het station en de Kortemarkstraat in Lichtervelde vond hij vrije percelen. Op 25 april werd het machtigingsbesluit voor de fabrieksbouw afgeleverd en kreeg hij de gemeentelijke goedkeuring. Zijn zoon André werkte het project uit: het concept, de bouwwerken en de bedrijfsinrichting. Als de fabricatie eind augustus 1950 startte, nam André de dagelijkse leiding op zich. Als snel werd hij toeleverancier voor andere bedrijven in de meubelindustrie (stoelen) en de carrosseriebouw, voor water- en gasbuizen. De elektrisch gelaste stalen buizen zijn volgens de DIN-norm. In de startperiode bezat men één buizenmachine. Provinciegouverneur P. van Outryve d’Ydewalle huldigde de tweede machine in. De Koreaanse Oorlog die in 1951 uitbrak, zwengelde de tewerkstelling aan. Een bestelling voor onderdelen voor bedden van het Britse leger deed de fabriek overschakelen op het drieploegenstelsel.

## Van broedertwist totconcurrentieslag
Een conflict met zijn broer Aimé leidde in 1956 tot een breuk in de Zedelgemse fietsenfabriek. De ontbinding van de VGN gebeurde op 3 november 1956. Daarna produceerde Aimé verder onder de naam "Flandria", terwijl Remi het type Flandria-bromfiets, de "Superia" als label gebruikte. In de fabriek in Zedelgem werden de poorten dicht gemetst om de fabriek op te delen in twee. Remi Claeys bouwde aan zijn deel een nieuwe fabriek en gaf ze de naam Superia. De fabriek in Lichtervelde bleef in zijn handen. Beide broers leverden een concurrentieslag in de rijwielsector. Wielercoryfeeën Briek Schotte, Walter Godefroot en Freddy Maertens maakten Flandria wereldberoemd. Rik Van Steenbergen, Eddy Merckx en Patrick Sercu reden voor Superia. Als Rik Van Looy in 1963 zijn contract ondertekende met de wielerploeg Solo-Superia, was dat in aanwezigheid van de familie Claeys. De feitelijke vennootschap van het echtpaar Remi Claeys en hun kinderen omvatte dus twee ondernemingen: de “Buizenfabriek Remi Claeys” in Lichtervelde en de “Superia” te Zedelgem.

## De fabriek inZedelgem
Er waren nog banden tussen beide fabrieken. De modellen en de namen van de bromfietsen bleven op elkaar lijken en men kon in Zedelgem achterom van de ene fabriek in de andere. De blokken voor Superia kwamen echter niet van Flandria, maar in van Sachs en Victoria.

## De fabriek inLichtervelde
Vanaf 1957 deelde André Claeys de leiding van de “Buizenfabriek Remi Claeys” met André Maselis, zijn schoonbroer. Maselis werd verantwoordelijk voor aankoop, fabricage en verkoop. Claeys’ bevoegdheden waren administratief en technisch. In dat jaar kreeg het bedrijf een extrusieafdeling voor aluminium profielen. De eerste minister Achiel Van Acker huldigde de eerste extrusiepers in. André Maselis getuigde over dat moment in een herdenkingsboek:

We hadden een Duitse ingenieur ingehuurd om de machine op te starten. De plaatselijke fanfare stond klaar om het evenement muzikaal te onderseunen. En dan kwam de toenmalige eerste minister Achiel Van Acker met zijn gevolg. De afspraak was dat de Duitse ingenieur een eerste profiel voor een fietsenvelg zou extruderen. Daarbij zou de fanfare de Brabançonne inzetten. De machines maakten een hels lawaai en de fanfare speelde het nationaal volkslied. Alleen, er was geen profiel te zien. De ingenieur probeerde het nog eens. Opnieuw een hels kabaal en… voor een tweede keer de Brabançonne. Achiel Van Acker vertelde mij achteraf dat hij nog nooit had meegemaakt dat men hem tweemaal het nationaal volkslied speelde.
— André Maselis in: DEPREEUW C. Remi Claeys Aluminium, Jubileumboek 2000, Lichtervelde, p .18.

## Werkhuizen Remi Claeys
In 1968 vormde de feitelijke vennootschap zich om van de “Buizenfabriek Remi Claeys” in Lichtervelde en de “Superia” in Zedelgem tot een naamloze vennootschap met de naam “Werkhuizen Remi Claeys” (in het Frans “Ateliers Remi Claeys”) met de maatschappelijke zetel in Lichtervelde, Kortemarkstraat 32. In dat jaar had koning Boudewijn belangstelling voor het thermisch onderbroken Claeys-profiel tijdens een bezoek aan de Lichterveldse fabriek.

## Donkere jaren
In de jaren zeventig kreeg de firma de ene klap na de andere.
- Op 11 juli 1972 brak een staking uit die de Superia lam legde. Na het verlof, op 4 augustus sloeg de onrust over naar Lichtervelde. De invoering van het premiestelsel stond op het spel. De staking eindigde op 25 augustus.
- Twee jaar later, op 24 november 1974 overleed Remi Claeys op 77-jarige leeftijd in Zedelgem.
- Als André Claeys op 1 april 1975 het bedrijf verliet, sloeg de oliecrisis hard toe.

Afgevaardigd bestuurder André Maselis neemt de leiding neemt in Lichtervelde en Zedelgem, op een moment dat het bedrijf met zware financiële moeilijkheden kampt. In december 1975 kent de overheid 200 miljoen frank toe aan het bedrijf om 800 jobs te redden en in juni 1978 werden de “Werkhuizen Remi Claeys” opnieuw gescheiden in een afdeling Lichtervelde en een afdeling Zedelgem. En vermits Lichtervelde enkel nog aluminium produceerde, veranderde de naam op 6 oktober 1980 naar Remi Claeys Aluminium. Omdat Superia in financiële ademnood kwam, treedt de overheid in 1976 via de Nationale Investeringsmaatschappij (NIM) toe tot het kapitaal. Door de kapitaalverhogingen wordt het aandeel van de familie in het kapitaal teruggeschroefd. Halverwege de jaren tachtig werd Superia opnieuw winstgevend. De ploeg die in 1985 onder leiding van Jan Meylemans aantrad, wilde een imago die een verkoop van het bedrijf mogelijk maakte.

## Een nieuwe oorlog, een nieuwe hoogconjunctuur
De hoogconjunctuur in de aluminiumsector eind jaren tachtig deed manager van het jaar Aimé Desimpel nadenken over een overname. In zijn boek ‘’Keep it Simple’’ beschreef hij het Koeweitse binnentrekken van Saddam Houssein in 1990 en hoe het einde van de Golfoorlog een ‘’tout est possible’’ gevoel creëerde. Op 17 april 1991 was de overname een feit. De herstructurering moest nog komen.

## Productie
In de jaren zestig produceerde Remi staalplaten radiatoren, gasconvectoren en verwarmingsketels voor centrale verwarming. Daarnaast werd na de scheiding met het moederbedrijf Claeys-Flandria een gamma aan lichte motorfietsen aangeboden, uitgerust met respectievelijk 120, 125, 175, 200 - en 250 cc ILO-inbouwmotoren. Deze motorfietsen werden echter niet in eigen huis geproduceerd noch geassembleerd. Tot voor de zakelijke scheiding tussen de broers Aimé en Remi werden quasi dezelfde motorfietsen verkocht onder de merknaam Flandria. De assemblage gebeurde bij de Waalse Gillet-Herstal fabriek en na de scheiding tussen de gebroeders Claeys, nam Remi het samenwerkingscontract bij Gillet nog gedurende enkele jaren over. Zowel bij Flandria als Superia is het logo op de tank van deze motorfietsen het enige onderdeel dat, in productieve zin, rechtstreeks kan gerelateerd worden tot beide merken.
Naast bromfietsen en fietsen werden er bij Superia ook triporteurs, kinderwagens en rollend speelgoed gemaakt zoals driewielers en trapauto's. Bij de bromfietsen was het bekendste model de Full Speed uit 1964, een vlotte bromfiets waarbij men al het overtollige plaatwerk liet vallen welk eerder nog op de Sport en Speedstar volop aanwezig was.. Er werd een nieuw frame voor ontwikkeld en er werd een telescoopvork met uitwendige veren toegepast.De Jet (een scootermodel met 14-duims wielen) was zowel in 50- als 100cc uitvoering verkrijgbaar. In de jaren zestig voorzag Superia in een vrij uitgebreid gamma aan bromfietsen, waaronder ook de Superia Supex, met een Berini-hulpmotortje, die erg op een Solex leek en net als de Solex gebruik maakte van rolaandrijving op het voorwiel. De bromfietsproductie in eigen huis werd beëindigd omstreeks 1969. Nadien werden nog bromfietsen onder de naam Superia verkocht doch het betrof bromfietsen die ingevoerd werden vanuit Italië, uitgerust met Minarelli-motorblokken, met uitzondering van het model "Superette", een bromfiets met lage instap welks met een Sachs-motor was uitgerust. Het model "Champion" uit 1972 was op zich niks anders dan een Gitane Testi met een Superia-logo op de tank.  
De fabriek bestaat nog en produceert o.a. verwarmingsradiatoren aan de Remi Claeysstraat in Zedelgem. De fietsafdeling bleef echter wel productief tot in 1987. Na het faillissement van A.Claeys-Flandria (mei 1981) werd onder meer de fiets- en grasmaaierafdeling van Flandria overgenomen door Superia (intussen een staatsbedrijf geworden) waarbij de grasmaaiers na die overname verder verkocht werden onder de merknaam "Flandria". In 1989 werden de grasmaaier- en radiatorafdeling (nog steeds gevestigd te Zedelgem) overgenomen door het Zweedse Stiga. In 1991 stootte Stiga de radiatorafdeling echter terug af. Deze kwam in handen van een Nederlandse ondernemer, Fons Walder die de naam Superia Radiatoren behield. In 1999 werd de radiatorafdeling aan een Amerikaanse onderneming (Masco) verkocht waarbij Fons Walder wel behouden bleef als afgevaardigd bestuurder. Tot op heden maakt de Superia radiator afdeling onderdeel uit van de Vasco-Group. 